# Competência tributária
A competência tributária é a atribuição dada pela Constituição Federal aos entes políticos do Estado (União, governos estaduais, Municípios e Distrito Federal) da prerrogativa de instituir os tributos.
A competência tributária é privativa; incaducável; de exercício facultativo; improrrogável; irrenunciável; indelegável.
Se um dos entes políticos não exercer a sua faculdade para instituir os tributos, nenhum outro ente poderá tomar o seu lugar. Não se pode confundir Competência com Capacidade. Segundo Carrazza, "A competência tributária esgota-se na lei. Depois que esta for editada, não há falar mais em competência tributária [direito de criar o tributo], mas, somente, em capacidade tributária ativa [direito de arrecadá-lo, após a ocorrência do fato imponível]. Temos, pois, que a competência tributária, uma vez exercitada, desaparece, cedendo passo à capacidade tributária ativa. A partir deste momento, não existe mais relação de poder, senão relação jurídica de caráter obrigacional e relações administrativas e processuais, cujo propósito é a reafirmação da vontade da lei nos casos concretos."

## Competência tributária da União
Ela está prevista nos Arts.153 e 154 da CF. Os tributos que podem ser instituídos por ela são:
- Imposto de Importação
- Imposto de Exportação
- IR
- IPI
- IOF
- ITR
- IGF
- Imposto extraordinário (em caso de guerra)
- Empréstimo compulsório
- Impostos residuais
- Contribuições especiais
- Contribuição para o custeio do regime previdenciário de seus servidores públicos
- Taxas e Contribuições de melhoria

No tocante aos impostos de competência da União, além desses poderá a lei instituir outros, lembrando-se que esse evento se dá através de lei ordinária, excetuando-se o IGF, empréstimos compulsórios,impostos e contribuições residuais, que ocorrem mediante Lei Complementar.

## Competência tributária dos Estados e Distrito Federal
Ela está prevista no Art. 155 da CF. Os tributos que podem ser instituídos por eles são:
- ICMS
- ITCMD
- IPVA
- Contribuição para o custeio do regime previdenciário de seus servidores públicos
- Taxas e Contribuições de melhoria

## Competência tributária dos Municípios e do Distrito Federal
Ela está prevista no Art. 156 da CF. Os tributos que podem ser instituídos por eles são:
- IPTU
- ISS
- ITBI
- Contribuição para o custeio do regime previdenciário de seus servidores públicos
- Contribuição para o Serviço de Iluminação Pública
- Taxas e Contribuições de melhoria